# Amt Am Stettiner Haff
La comunità amministrativa di Am Stettiner Haff (Amt Am Stettiner Haff) appartiene al circondario della Pomerania Anteriore-Greifswald, nel Meclemburgo-Pomerania Anteriore, in Germania.

## Suddivisione
Comprende 12 comuni (abitanti il 31 dicembre 2022):
1. Ahlbeck (605)
2. Altwarp (440)
3. Eggesin, Città * (4 748)
4. Grambin (425)
5. Hintersee (334)
6. Leopoldshagen (618)
7. Liepgarten (801)
8. Lübs (356)
9. Luckow (561)
10. Meiersberg (404)
11. Mönkebude (755)
12. Vogelsang-Warsin (373)

Il capoluogo è Eggesin.